# 上海交通大学医学院附属瑞金医院
上海交通大学医学院附属瑞金医院，简称瑞金医院，是位于中国上海市黄浦区瑞金二路197号的一所三级甲等医院。

## 历史

### 1949年以前

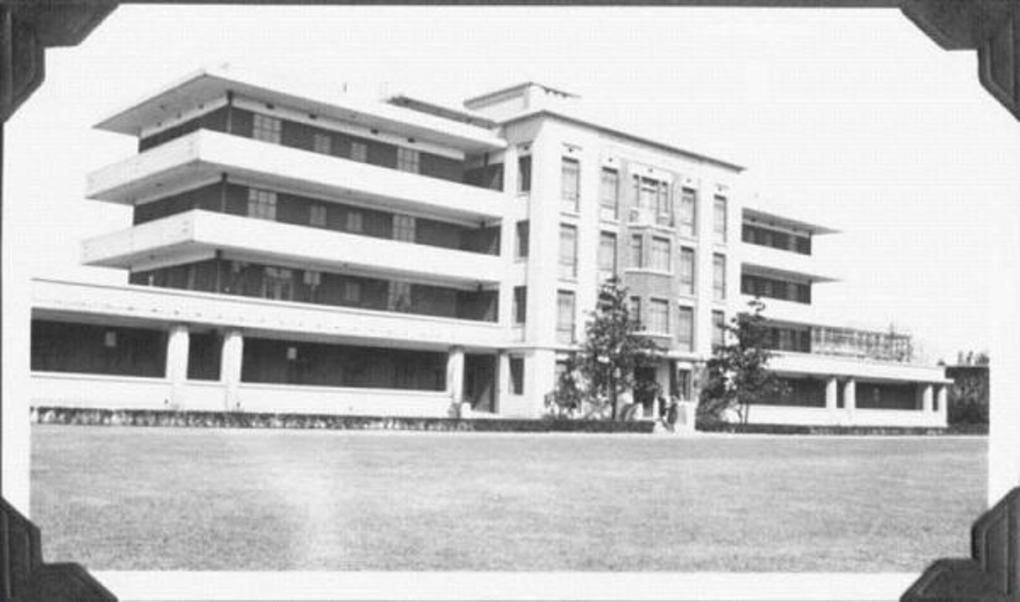
广慈医院隔离病房

瑞金医院原址为广慈医院（法語：Hôpital Sainte Marie；直译：圣玛利医院），由天主教江南传教区法籍主教姚宗李创办于1903年，1907年建成，位于金神父路(今瑞金二路)。1912年，广慈医院成为震旦大学医科（医学院）的教学基地。1914年醫院划入上海法租界，为当时远东地区最大的医院。姚宗李主教委托天主教女修会仁爱会（Sisters of Charity）的法国修女来管理广慈医院。初期兼具教会及租界医院的双重性质，院内设教堂和神父、教士专用特等病房，也为法军、公董局职员、安南巡捕、租界囚犯设专用病房。抗日战争胜利后，国民政府要求教会医院立案，多名华人先后任院长，实权仍操法人之手。民国24年以后，中国留学生陆续回国，到该院服务，如内科教授邝安坤医师、外科教授徐宝彝医师、民国35年留学回来的傅培彬、口腔科医师沈国祚等。

### 1949年以后
1951年，上海市人民政府市长陈毅下令征用广慈医院。1952年成为上海第二医学院（现上海交通大学医学院）的附属医院。1958年医院医生成功抢救全身烧伤面积89.3%的钢铁工人邱财康，时称抢救钢铁工人丘财康。1967年改名东方红医院。1972年，根据医院门前的街道瑞金二路改名为瑞金医院。1985年，瑞金医院新建一座门诊大楼。（後來該門診大樓棄用，並於2025年拆除。）1990年代末，成立上海瑞金医院集团，相继开设卢湾分院、闵行医院、远洋医院、瑞金医院北院和台州中心医院。2020年6月28日，瑞金医院肿瘤（质子）中心启动试运营，內有固定治疗室、180度旋转治疗室以及首台中国产质子治疗装置。2020年12月11日，瑞金医院成立脑机接口及神经调控中心。12月19日，瑞金醫院內的转化医学国家重大科技基础设施啟用。2021年11月11日，上海交通大学医学院附属瑞金医院瑞金医院转化医学大科学设施成立并启用全球首家数字化能量代谢监测平台。2022年7月9日中午，瑞金医院发生持刀伤人事件，四人受伤。2023年10月27日，兇手被判死刑。

## 园舍分布
- 门诊大楼
- 急诊大楼
- 内科病房楼
- 外科病房楼
- 9舍病房楼
- 普通病房综合大楼
- 感染科呼吸科病房楼
- 科技教学楼
- 行政办公楼[14]

### 门诊大楼楼层分布

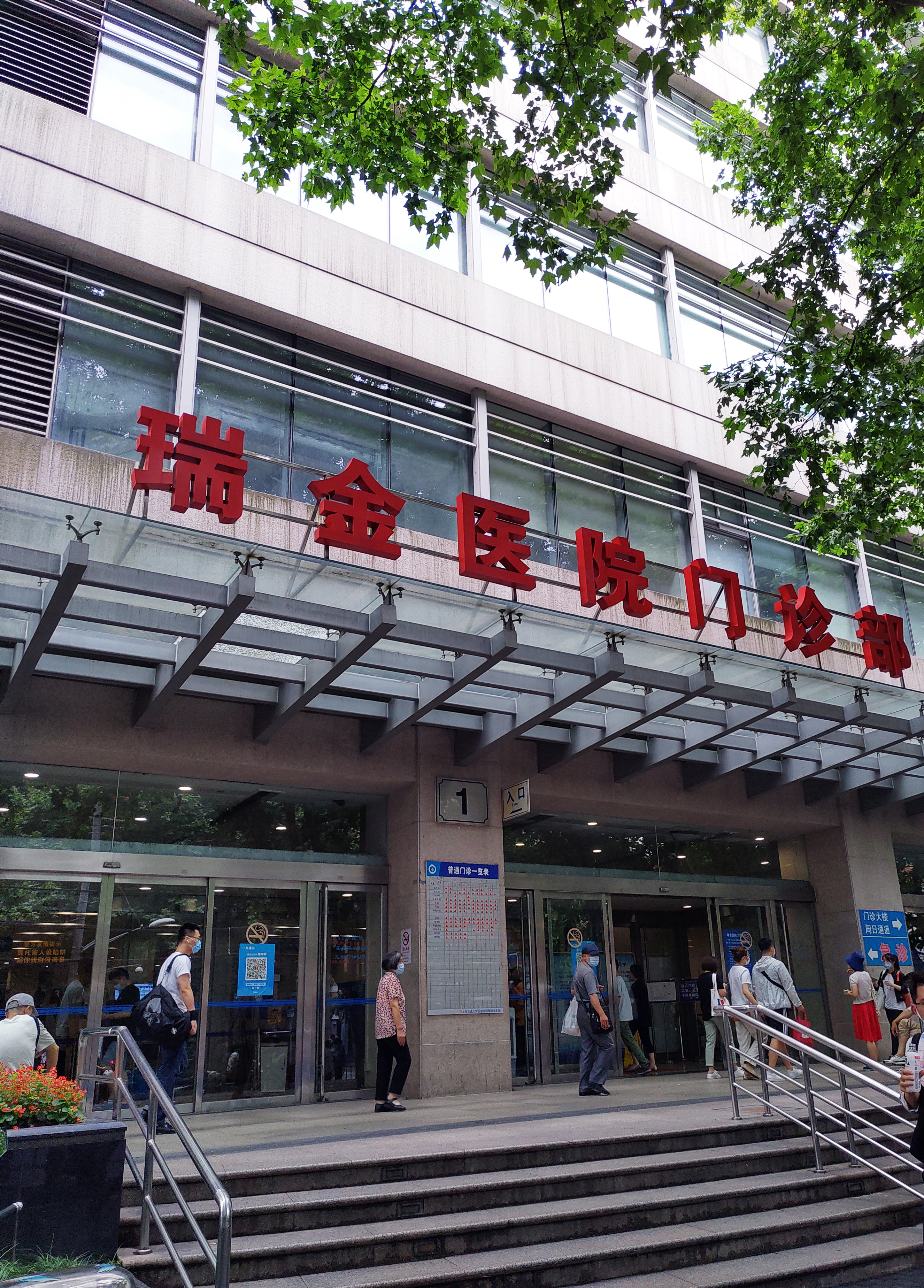
门诊部
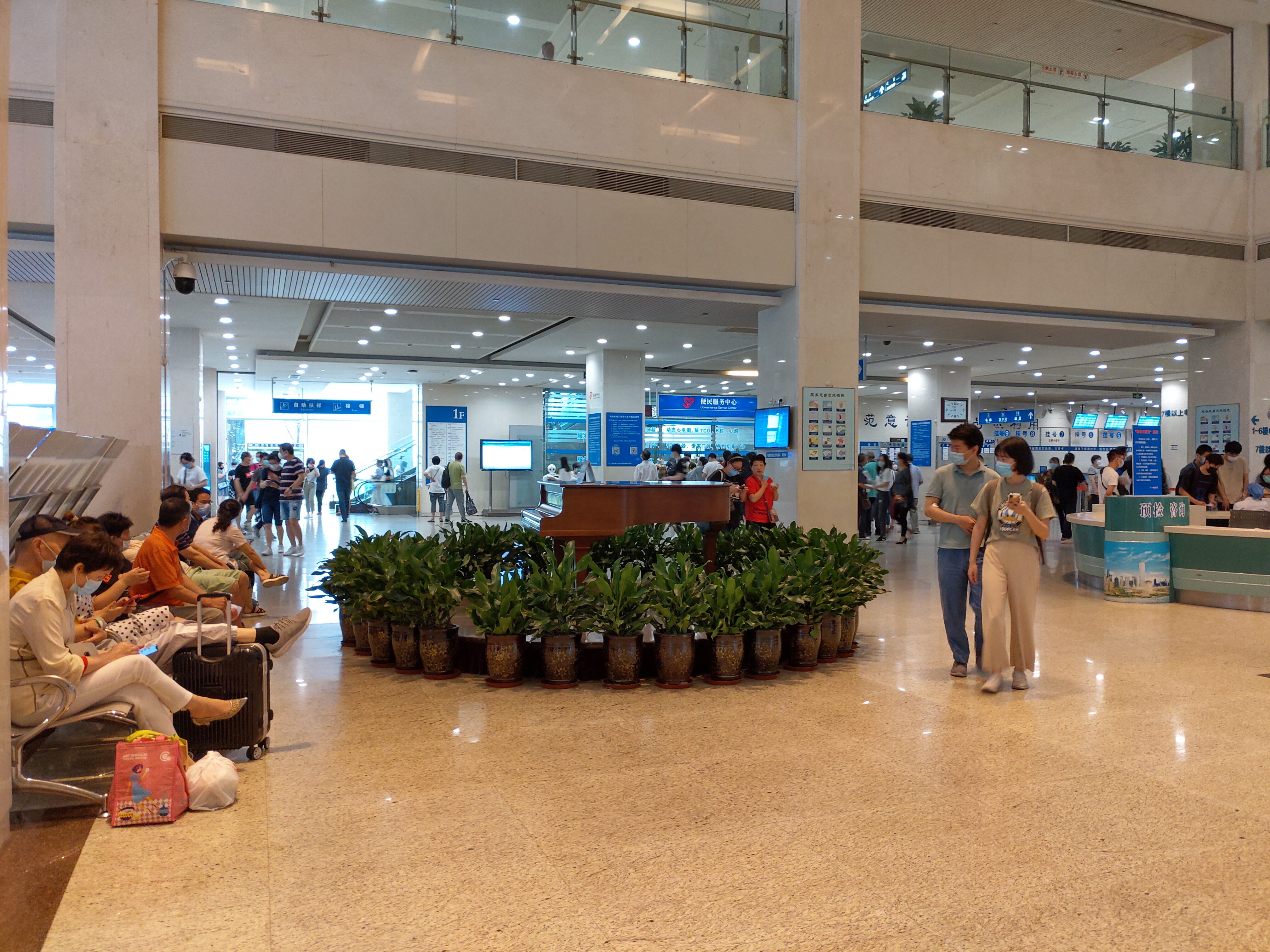
门诊部一楼大厅
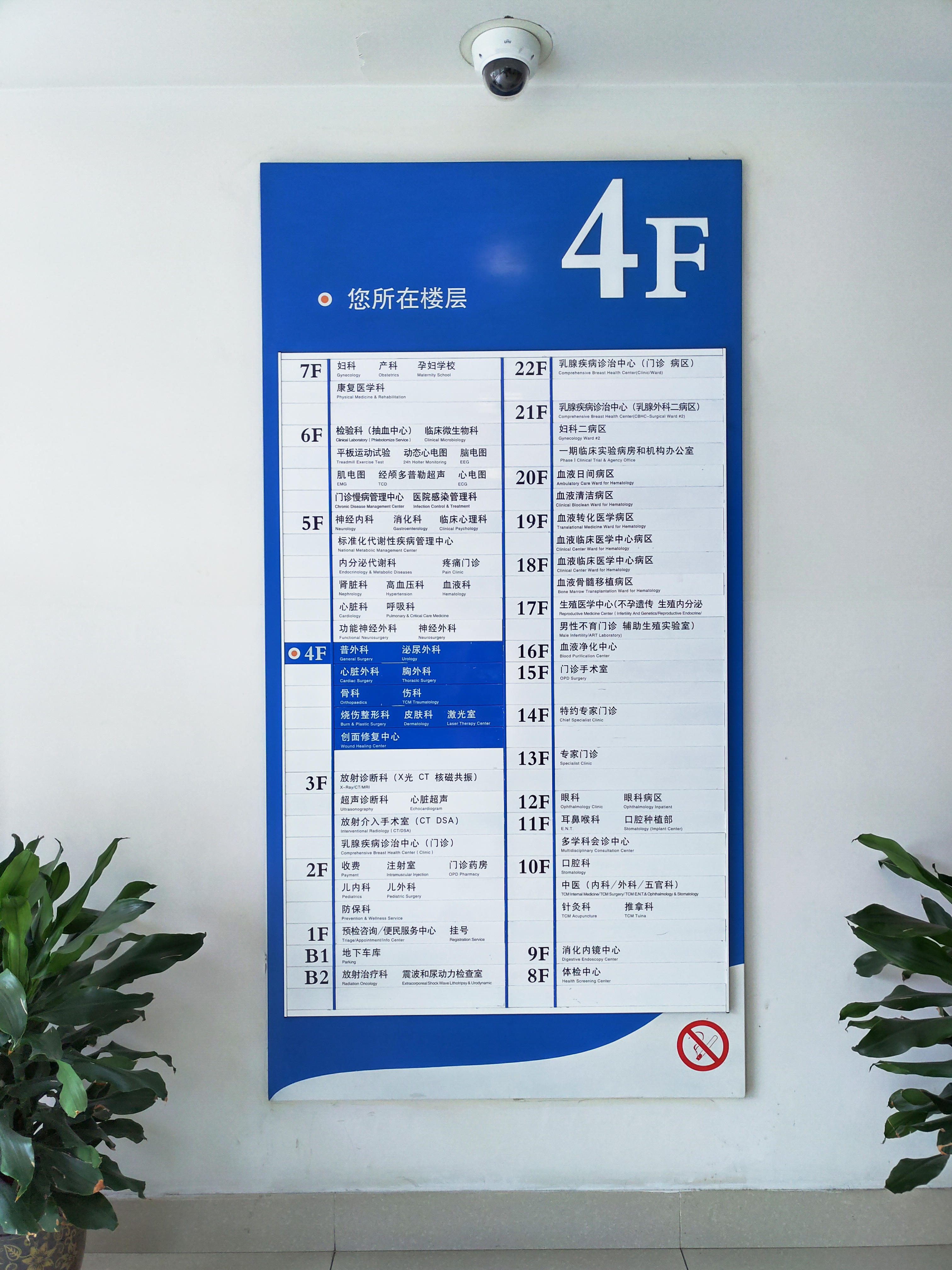
门诊部楼层指南

| 楼层 | 科室 |
| ---- | --- |
| 22F  | 乳腺疾病诊治中心                                                                                                 |
| 21F  | 内分泌病区 |
| 20F  | 血液科日间病房、血液科清洁病房                                                                                   |
| 19F  | 眼耳鼻喉科病区、眼科病区                                                                                         |
| 18F  | 上海市血液临床医学中心（造血干细胞移植病房）                                                                     |
| 17F  | 生殖中心 |
| 16F  | 透析中心 |
| 15F  | 门诊手术室 |
| 14F  | 专家门诊、特约专家门诊                                                                                           |
| 13F  | 专家门诊、临床营养科                                                                                             |
| 12F  | 眼科防保科 |
| 11F  | 口腔耳鼻喉科 |
| 10F  | 口腔中医（内科/外科/五官科）针灸推拿科                                                                           |
| 9F   | 消化内镜检查治疗（胃镜、肠镜）                                                                                   |
| 8F   | 体检中心 |
| 7F   | 妇科、产科、孕妇学校、康复科                                                                                     |
| 6F   | 检验科、临床微生物科、医院感染控制办公室                                                                         |
| 5F   | 神经内科、呼吸科、内科、临床心理科、内分泌科、高血压科、消化内科、心血管内科、肾脏科、血液科、神经外科、疼痛门诊 |
| 4F   | 普外科、泌尿外科、胸外科、脏外科、骨科、伤科、灼伤科、皮肤科、激光室                                             |
| 3F   | 放射科、超声、乳腺门诊                                                                                           |
| 2F   | 注射科、中西药房、儿内科、儿外科、便民门诊                                                                       |
| 1F   | 便民服务、挂号                                                                                                   |
| B1   | 地下车库 |
| B2   | 肿瘤放化疗科、动力学室、震波室                                                                                   |

- 门诊部
- 门诊部一楼大厅
- 门诊部楼层指南

## 医疗服务

### 门诊

#### 内科
- 护理专病
- 老年病
- 儿内科
- 放疗科
- 风湿免疫科
- 感染病
- 高血压
- 膏方
- 呼吸科
- 康复科
- 内分泌科
- 皮肤科
- 心脏科
- 心理科
- 消化科
- 推拿科
- 肾脏科
- 精神内科
- 血液科
- 针灸科
- 中医内科
- 肿瘤科
- 选科医学科
- 血透科
- 营养门诊
- 预防保健科

#### 外科
- 骨科
- 产科
- 儿外科
- 耳鼻咽喉科
- 放射介入
- 妇科
- 功能神经外科
- 泌尿外科
- 普外科
- 乳腺中心
- 创面修复中心
- 伤科
- 烧伤整形
- 神经外科
- 生殖中心
- 疼痛科
- 心脏外科
- 胸外科
- 眼科
- 中医外科
- 中医五官科

#### 医技
- 病理科
- 超声科
- 放射诊
- 核医学
- 激光室

### 急诊
- 普内科
- 神经内科
- 普外科
- 骨科
- 神经外科
- 泌尿外科
- 妇产科科
- 儿科
- 灼伤科
- 皮肤科
- 眼科
- 发热门急诊
- 肠道急诊

## 知名专家

### 血液病专家
- 王振义（中国工程院院士）
- 陈竺（中国科学院院士）、陈赛娟（中国工程院院士）夫妇

### 内分泌代谢病
- 宁光（中国工程院院士，现任该院院长）

### 医学病理生理学
- 陈国强（中国科学院院士）

## 知名病例
- 1958年：抢救丘财康

### 院內出生
- 江志雲（江绵康之女）

### 院內逝世
- 1912年：陶成章，被蒋介石奉陳其美命令暗杀于广慈医院病房
- 2005年：汪道涵
- 2013年：金鲁贤，天主教上海教区主教，胰腺癌

## 分院
- 上海交通大学医学院附属瑞金医院卢湾分院原名卢湾区中心医院。2000年7月加盟上海瑞金医院集团。[15]
- 上海瑞金医院集团闵行中心医院位于上海市西南地区莘庄镇。医院成立于1969年，2000年8月加入瑞金医院集团。[16]
- 上海交通大学医学院附属瑞金医院北院位于嘉定区希望路999号，于2012年启用。[17]
- 上海交通大学医学院附属瑞金医院远洋分院成立于1978年，是上海远洋运输公司旗下的一家企业医院，自2007年11月起成为上海交通大学医学院附属瑞金医院集团旗下的综合性医院。[18]
- 瑞金医院古北分院位於上海市長寧區古北地区，原民航上海医院，於2016年5月18日启动。[19]